# Massacro di Gaia Zeret
Con massacro di Gaia Zeret si fa riferimento alla strage  avvenuta nell'Africa Orientale Italiana presso la Grotta del Ribelle (Amategna Washa) nelle vicinanze di Debre Berhan tra i giorni 9 e 11 aprile 1939. L'azione venne condotta dalle truppe coloniali italiane sotto il comando del colonnello Orlando Lorenzini e del tenente colonnello Gennaro Sora, allora incaricato della caccia alle forze dei ribelli Arbegnuoc di Abebè Aregai, per ordine del Generale Ugo Cavallero mentre era viceré d’Etiopia Amedeo di Savoia.

## Premesse e contesto
Dopo la fine della guerra d'Etiopia, formalmente vinta dal Regno d'Italia nel 1936, permanevano forti sacche di resistenza locale.
In particolare nella regione dello Scioa sin dall’inizio dell’occupazione molti etiopici, sostenuti dal clero locale, animarono un combattivo movimento resistenziale. Il comandante partigiano dell’intero movimento di liberazione era Abebè Aregai che ricevette il titolo di ras da Hailè Selassiè, in esilio volontario in Inghilterra. Durante i primi due anni di occupazione lo Scioa fu periodicamente sottoposto a grandi cicli di operazioni coloniali, prima e dopo la stagione delle grandi piogge, e subì la strage di Addis Abeba, 19-22 febbraio 1937 e il massacro di Debra Libanos, 8 maggio 1937.
Il controllo della regione era fondamentale perché al centro dell’impero e perché le più importanti vie di comunicazione (strade e ferrovia) passavano per Addis Abeba. Nonostante le frequenti repressioni però gli occupanti non riuscirono ad avere la meglio sui ribelli che potevano contare sull’appoggio di ampia parte della popolazione e su un territorio fatto di monti, valli, dirupi, fiumi inguadabili e foreste.
Nel 1938 Amedeo di Savoia subentrò a Rodolfo Graziani nella carica di viceré dell’impero e la gestione politico-militare mutò parzialmente: le operazioni belliche furono accompagnate da tentativi di intavolare trattative con Abebè Aregai. Nel corso dei primi mesi del 1939, il nuovo viceré fu però di fatto messo ai margini della gestione politica dal generale Ugo Cavallero che attuò diversi cicli operativi e abbandonò ogni trattativa di natura politica.
Tra il febbraio e l’aprile del 1939, le regioni del Mens e il Marabetiè furono sottoposte a cicli di operazioni di grande polizia coloniale, ideati dal generale Cavallero e dal colonnello Orlando Lorenzini per catturare Abebè Aregai. Il 21 febbraio, ad Addis Abeba, si tenne un incontro tra i due nel corso del quale fu organizzato un ciclo di operazioni nel settore nord-orientale dello Scioa. Vennero messe al bando le repressioni indiscriminate, le rappresaglie contro i civili e le razzie sui villaggi perché avrebbero rallentato la cattura. I comandi italiani non riuscirono però a tenere a freno tutti i propri uomini i quali non rinunciarono del tutto alle distruzioni e alle fucilazioni che erano pratiche implicite nelle operazioni coloniali. Il primo scontro tra italiani ed etiopici citato nella relazione sulle operazioni nel Mens si svolse nel territorio tra i torrenti Ciacià e Alaltù dal 23 al 25 febbraio.

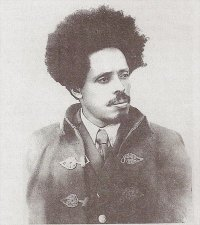
Abebe Aregai

Successivamente, il 7 marzo, ebbe luogo ad Addis Abeba una riunione tra Cavallero e Lorenzini nella quale fu presa la decisione di effettuare una grande operazione nei dintorni di Debra Berhan, nel punto di confluenza dei quattro fiumi del Mofer, per rastrellare la zona e precludere i movimenti a oriente alle forze di Abebè Aregai. L’operazione fu progettata in due tempi: gli italiani in una prima fase avrebbero chiuso le vie di fuga ai ribelli, poi avrebbero attaccato in forze. Il 14 marzo le colonne italiane attaccarono Abebè, le cui forze erano stimate attorno alle 2- 3 mila persone. Gli etiopici lasciarono sul terreno 311 morti, indicati come componenti dei reparti salmerie dei ribelli; i superstiti si ripararono negli anfratti e nelle grotte dei valloni circostanti il fiume Beressà. Molto probabilmente si trattava della retroguardia di Abebè, composta per lo più da familiari dei ribelli e da civili in fuga dai villaggi interessati dai rastrellamenti.
Nei due giorni successivi gli italiani condussero rastrellamenti in tutta la zona, ma i partigiani riuscirono comunque a sganciarsi. Il 15 marzo l’aeronautica lanciò 28 quintali di esplosivo, 43 quintali il giorno dopo. Oltre alle bombe convenzionali, gli aerei sganciarono anche bombe caricate con iprite. Nello scontro del 14 marzo e nei rastrellamenti effettuati tra il 15 e il 27 i morti etiopici furono oltre un migliaio mentre gli italiani persero due ufficiali, quattro nazionali e 47 coloniali. I prigionieri furono 55, compresi donne e bambini. Stando alle carte d’archivio i prigionieri furono dati in consegna ai carabinieri di Debra Berhan ed era ribadito l’ordine di rispettare cose e persone estranee alla ribellione e di mostrare equità verso la popolazione.

## Il massacro
Il 30 marzo, l’aeronautica avvistò un gruppo consistente di ribelli indicato come il reparto salmerie di Abebè Aregai (in realtà probabilmente largamente composto da feriti, servi, anziani, donne e bambini parenti degli uomini alle armi) comandato da Tesciommè Sciancut che venne intercettato e inseguito dalla colonna del Tenente Colonnello Gennaro Sora largamente composta da elementi del IV, XX e XXXIV Battaglione.

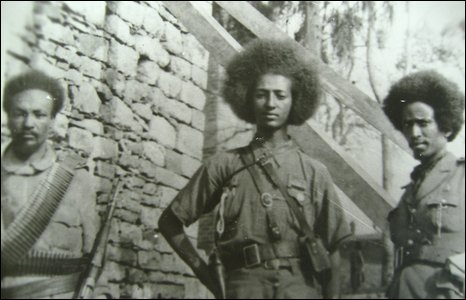
Arbegnuoc, resistenti etiopici

Il gruppo di ribelli decise di asserragliarsi all’interno di una grande grotta nei pressi di Gaia Zeret, a qualche chilometro da Gose, ritenendola sicura e riparata. Si trattava della Grotta del Ribelle (Amategna Washa), un luogo nascosto e un obiettivo non facile da conquistare perché le vie d’accesso erano limitate, ben protette e sorvegliate.
La grotta disponeva inoltre di una fonte d’acqua (un piccolo lago ipogeo) al proprio interno che unitamente alle scorte di cibo di cui disponevano i ribelli avrebbe garantito la possibilità di ripararsi a lungo e uno sviluppo ampio e ramificato che permetteva di ospitare molte persone. Inoltre l’imboccatura era relativamente contenuta e incassata e protetta da un muro a secco.
Il 9 aprile le truppe italiane posero l’assedio ai ribelli offrendo loro una possibilità di resa condizionata e, non ottenendo positivo riscontro, ricorsero al supporto delle armi chimiche: vagliato il ricorso all’uso dei lanciafiamme, utilizzarono contro l’ingresso della grotta sia bombe per mortaio da 81 caricate ad arsine che iprite estratta da una grossa bomba C500T dispersa facendo esplodere una dozzina di contenitori calati dall’alto davanti all’imboccatura della grotta.

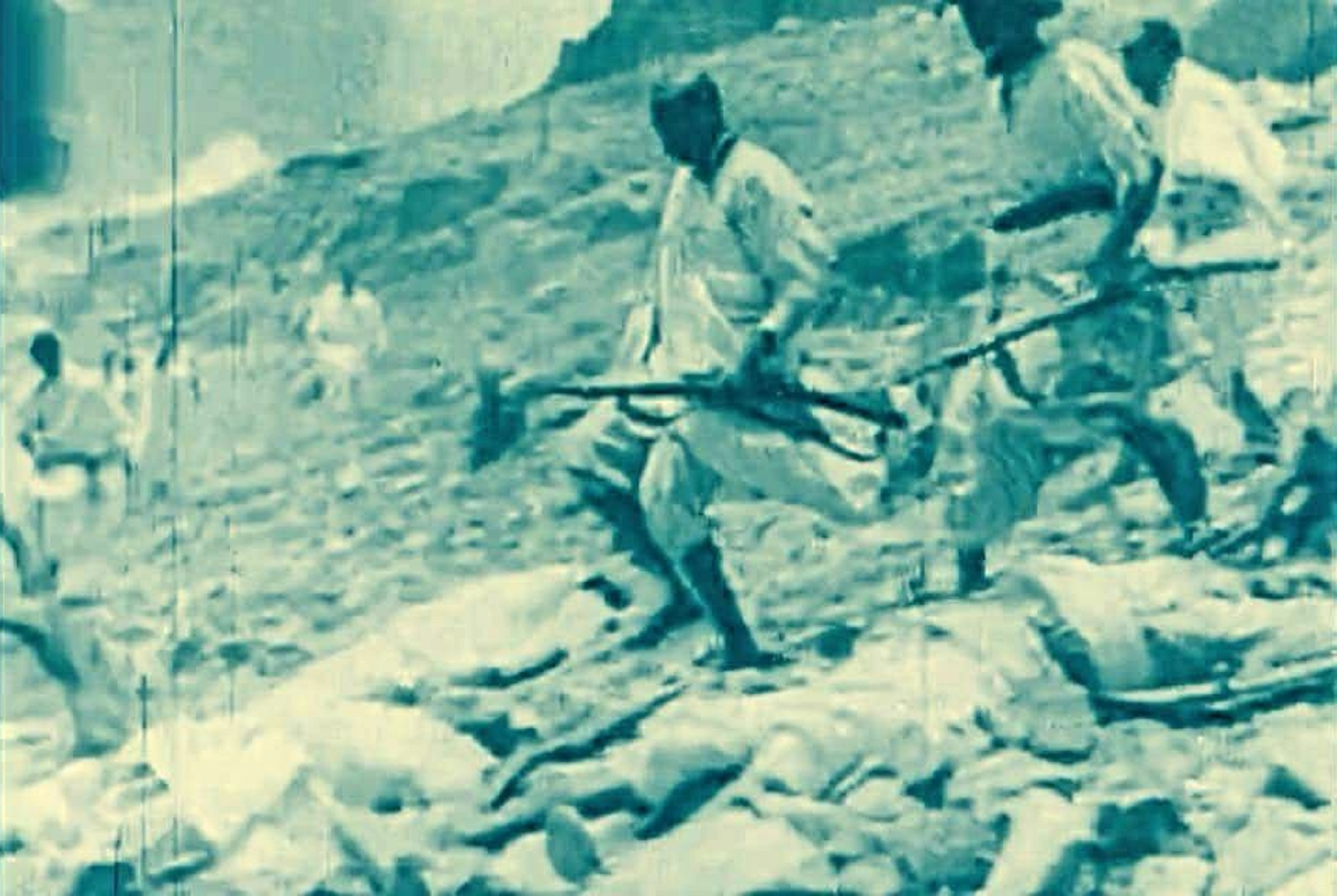
Bombardamento chimico durante la guerra d'Etiopia

Pur non risultando letale sui combattenti etiopici nella misura attesa dagli assedianti, l’uso delle armi chimiche spinse gli assediati alla resa, probabilmente perché i vapori di iprite penetrati all’interno della grotta contaminarono l’acqua al suo interno avvelenandola.
Tesciommè Sciancut era comunque riuscito a sottrarsi alla cattura sfuggendo con un ristretto numero di ribelli agli assedianti italiani.
Dopo la resa gli uomini in armi (all’incirca 800) furono fucilati e, stando a alcune testimonianze, in alcuni casi precipitati ancora vivi a schiantarsi nelle forre circostanti.
Il bilancio dell’operazione nei rapporti militari italiani totalizza 924 ribelli uccisi e 360 catturati tra donne e bambini: da notare che l’utilizzo dell’arma chimica a Gaia Zeret non trova alcuna pretesa di giustificazione nel contesto di una azione di rappresaglia.

## La strage segreta
Malgrado testimonianze presenti nella memorialistica italiana, la memoria storica della strage e in generale quella dell’utilizzo dei gas nello scenario coloniale etiopico era stata pressoché completamente cancellata: a sottoporre all’attenzione degli storici quanto avvenuto a Gaia Zeret fu Matteo Dominioni solo nel 2006 con il rinvenimento di documentazione d’archivio e un sopralluogo sul posto a conferma e, successivamente, da ulteriori sopralluoghi compiuti dallo speleologo Gian Paolo Rivolta nel 2008/2009.
Solo successivamente la strage ha cominciato a trovare spazio e considerazione anche sui media.